# New Libertarian Manifesto
O New Libertarian Manifesto (Manifesto do Novo Libertário) é uma obra de filosofia agorista escrita por Samuel Edward Konkin III. Nela, Konkin expõe vários argumentos de como uma sociedade livre deveria funcionar assim como exemplos de mercados negros existentes. Critica o uso da política (ativista ou legislativa) ou meios violentos e defende a não-política, com a estratégia de não votar. Por fim, Konkin descreve os passos do uso do mercado negro para desmantelar o Estado, uma estratégia conhecida como contraeconomia.

## Recepção

### Rothbard
O manifesto foi sistematicamente criticado, numa série de quatro partes, pelo influente economista da Escola Austríaca de Economia e filósofo, Murray Rothbard, que foi uma das maiores influências de Konkin. Ele achou a asserção que o trabalho assalariado era indesejável ou que deveria desaparecer um pouco absurda. Também apontou que seria implausível o mercado negro competir com o mercado branco, provendo bens como automóveis, aço e cimento, pois consegue prover outros tipos de bens como joias, ouro e drogas. Rothbard viu o mercado negro como sendo, em todo caso, sem efeito para a derrubada de regimes tirânicos. Konkin escreveu um réplica para crítica de Rothbard.

### Outros
Robert LeFevre aclamou a obra "por sua posição, respeitando a consistência, objetivo e método" e afirmou que "tinha e deveria ter uma completa influência sobre os membros da 'antiga' esquerda".